# Oorlog van Chioggia
De oorlog van Chioggia was een oorlog van 1378 tot 1381 tussen Venetië en Genua. Het was de vierde en laatste van de Venetiaans-Genuese oorlogen. Hoewel de uitgeputte Venetianen zegevierden in de gevechten, aanvaardden ze in het verdrag van Turijn vredesvoorwaarden die neerkwamen op een nederlaag.
De oorlog werd voornamelijk gevoerd over de controle over het eiland Tenedos in de Egeïsche Zee. Tenedos was in 1377 door Venetië overgenomen van het Byzantijnse rijk, maar na de oorlog van Chioggia hebben ze het krachtens het verdrag afgestaan aan Savoye en het in 1381 geëvacueerd. De paus besloot dat het kasteel van Tenedos gesloopt zou moeten worden in plaats van een bron van strijd te vormen tussen de twee steden. 4000 Griekse eilandbewoners uit Tenedos werden overgebracht naar Kreta en Euboea.
De oorlog kreeg zijn naam in de beslissende slag bij het Venetiaanse vissershavenstadje Chioggia, waar een Venetiaans garnizoen van 3.000 man gevestigd was. De Genuese troepen werden versterkt met Hongaren en Paduanen, en vielen het zuidelijke uiteinde van de lagune aan, waarbij de vloot tot in de kanalen van de lagune kon doordringen, en de bondgenoten Chioggia konden bestormen op 16 augustus 1379.
De Venetiaanse troepen gingen in de tegenaanval en blokkeerden op hun beurt tijdens de nacht van 22 december 1379 de Genuese vloot in Chioggia. Ze blokkeerden de uitgangen van de betrokken kanalen en verhinderden elke ontsnapping van Genuese schepen. Maanden van schermutselingen volgden. De Genuesen probeerden tevergeefs de barricades in de kanalen op te ruimen. De zware Genuese schepen werden hierbij ook belemmerd door het ondiepe water en de ingewikkelde passages door de lagune. De Genuese troepen faalden ook in een poging de huurlingen te onderwerpen die in dienst bij de Venetianen hen belegerden. Op 24 juni 1380 gaven de Genuese troepen en bezetters van Chioggia zich over. De Venetiaanse vloot, onder leiding van admiraal Vettor Pisani en diens opvolger Carlo Zen, herwon hiermee de controle over de Adriatische Zee.